# Észak-bácskai körzet
Az Észak-bácskai körzet (szerbül Северно-Бачки округ / Severnobački okrug) közigazgatási egység Szerbiában, a Vajdaság északi részén. Központja Szabadka.

## Földrajz
Az Alföldön, Bácskában található.

## Községek (járások)
| Név              | Szerb név            | Terület (km²) | Népesség (fő, 2011) | Települések száma | Települések száma | Települések száma |
| Név              | Szerb név            | Terület (km²) | Népesség (fő, 2011) | Város             | Falu              | Összesen          |
| ---------------- | -------------------- | ------------- | ------------------- | ----------------- | ----------------- | ----------------- |
| Kishegyes község | Opština Mali Iđoš    | 181           | 12 031              | 0                 | 3                 | 3                 |
| Szabadka község  | Opština Subotica     | 1007          | 141 554             | 2                 | 17                | 19                |
| Topolya község   | Opština Bačka Topola | 596           | 33 321              | 1                 | 22                | 23                |
| Összesen         | Összesen             | 1784          | 186 906             | 3                 | 42                | 45                |

## Népesség
A körzet népessége 2002-ben 200 140 fő volt, 2011-ben pedig 186 906 fő.

### Nemzetiségek

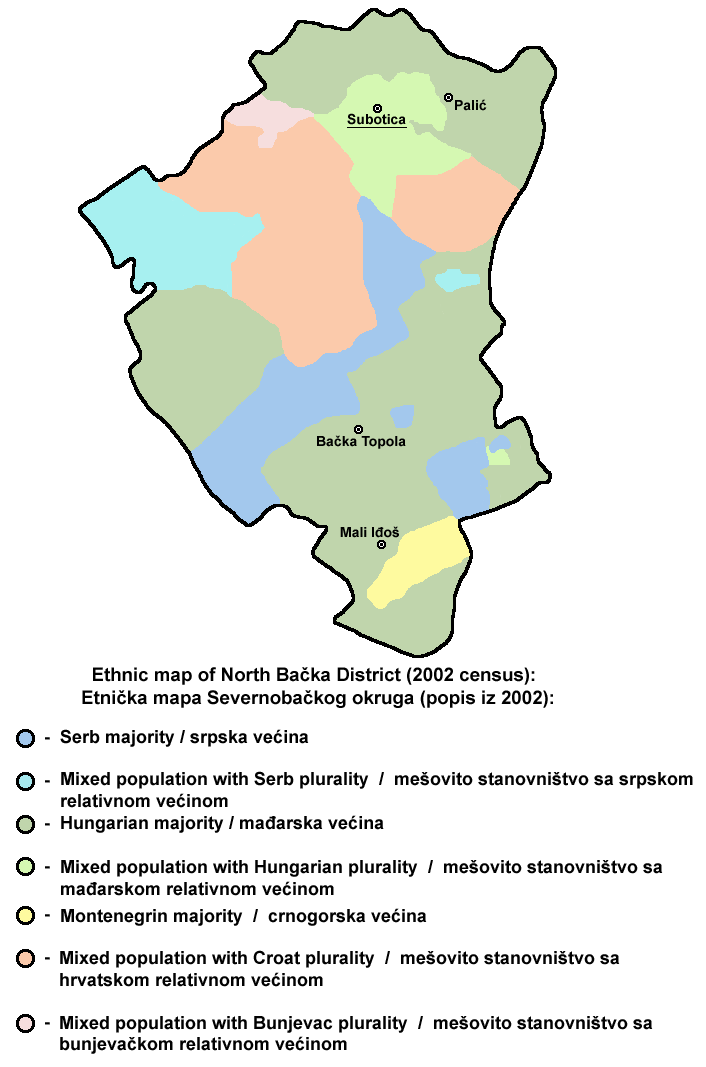
Az Észak-bácskai körzet etnikai térképe (2002)

A 2002-es népszámlálás adatai szerint összesen 87 181 (43,6%) magyar él a körzetben. A szerbek száma 49 637 (24,8%). Szabadka község területén jelentősebb számban élnek még horvátok, illetve bunyevácok. A Kishegyes községkez tartozó Szeghegy lakossága főleg montenegrói nemzetiségű. Bajsán, Topolya közelében, szlovákok is élnek, Zentagunarason pedig ruszinok.
A körzet 3 községében összesen 45 település található. Két község magyar többségű: Topolya (59%) és Kishegyes (56%). Szabadkán a magyarok alkotnak relatív többséget (38,5%).
A körzet települései közül 20 magyar többségű, kettőben pedig a magyarok relatív többséget alkotnak. 15 település szerb többségű. 7 faluban horvát/bunyevác többség van, és van egy montenegrói többségű település is.

### Vallási megoszlás
A lakosság jelentős része katolikus vallású. A körzetben élő magyarok túlnyomó többsége, a horvátok, illetve bunyevácok pedig szinte kivétel nélkül katolikusnak vallják magukat. A katolikusok száma a körzetben a 2002-es népszámlálás adatai szerint összesen 117 456 (59%). Szabadka város a Szabadkai Egyházmegye székhelye, amely a legnagyobb katolikus egyházmegye az országban. Zentagunarason, Topolya közelében, van egy kis létszámú keleti rítusú katolikus közösség is. Istentiszteleteiket alkalmanként a római katolikus templomban tartják.
Nagyságrendben a másokdik legnépesebb felekezet a szerb ortodox egyház. Összesen 55 028-an (27%) vallották magukat ortodoxnak. A szerbek és a montenegróiak hagyományosan ortodox vallásúak. Többen a montenegróiak közül szeretnének egy a szerb ortodox egyháztól független (autokefál) egyházat létrehozni. Szeghegyen már elkezdték az új templom építését.
A Reformátusok szinte kivétel nélkül magyar nemzetiségűek, és főleg a Topolyai községhez tartozó Bácskossuthfalván és Pacséron, illetve a Kishegyes községhez tartozó Bácsfeketehegyen élnek.
Bajsán a szlovákok főleg a Szlovák Evangélikus Egyház tagjai, míg Szabadkán a kis létszámú evangélikus közösség a Délvidéki Magyar Evangélikus Egyházhoz tartozik.

## Külső hivatkozások
- Az Észak-bácskai körzet hivatalos honlapja (szerbül)